# Russ Morgan
Russ Morgan (29 de abril de 1904 - 7 de agosto de 1969) fue un líder de big band y arreglista musical de nacionalidad estadounidense, cuya actividad destacó principalmente en las décadas de 1930 y 1940.

## Biografía

### Primeros años
Nacido en el seno de una familia de origen galés en Scranton, Pensilvania, a Morgan se le estimuló el amor por la música cuando tenía siete años de edad. Su padre, capataz en una mina de carbón, había sido músico tocando la batería en una banda local en su tiempo libre, y su madre había tocado el piano en un número de vodevil. Morgan empezó estudios de piano y trabajó como minero para ayudar económicamente a su familia y poder pagar sus estudios.
A los 14 años de edad, Morgan ganaba dinero extra como pianista en un teatro de Scranton. Además adquirió un trombón, y en 1921 tocaba ese instrumento en un grupo local, los Scranton Sirens, que se hizo popular en Pensilvania en la década de 1920. Varios de sus miembros alcanzaron posteriormente la fama, entre ellos Jimmy Dorsey (saxofón y clarinete), Billy Lustig (violín) y Tommy Dorsey (trombón), el cual sustituyó a Morgan cuando éste dejó la formación.

### Carrera inicial
En 1922 Morgan decidió ir a Nueva York. Tres años más tarde, a los 21, hizo arreglos para John Philip Sousa y Victor Herbert. Después entró en la orquesta de Paul Specht y viajó por Europa con la misma. Entre sus colegas en esa formación estaban Arthur Schutt, Don Lindley, Chauncey Morehouse, Orville Knapp, Paul Whiteman, Charlie Spivak y Artie Shaw.
A su vuelta de Europa, Jean Goldkette invitó a Morgan a Detroit para organizar, dirigir y hacer arreglos en su nueva banda. Algunos de los miembros de esta nueva formación eran sus antiguos compañeros. En la banda tocaron Tommy y Jimmy Dorsey, Chauncey Morehouse, Joe Venuti, Eddie Lang, Bix Beiderbecke y Fuzzy Farrar.
Las primeras grabaciones de Morgan fueron hechas para el sello Okeh Records mediada la década de 1930 exclusivamente para las series Parlophone PNY y Odeon ONY, usualmente con el nombre artístico de Russell Brown y su Orquesta. A principios de los años treinta Morgan tomó parte en una serie de grabaciones anónimas para compañías discográficas de pequeña entidad, entre ellas Banner, Melotone, Oriole, Perfect, Romeo, Conqueror, Vocalion y, probablemente, Domino.
Durante un breve período en 1934, Morgan hizo arreglos para la Orquesta de Fletcher Henderson. En 1935 tocó el trombón con la Original Dixieland Jass Band en una grabación para Vocalion. El 12 de septiembre de 1935 Morgan tocó el piano, y Joe Venuti el violín, en dos temas grabados para el sello Brunswick Records, “Red Velvet” y “Black Satin.” 

### Trabajo radiofónico
El mayor éxito de Morgan llegó cuando le ofrecieron el puesto de Director Musical de la emisora radiofónica de Detroit WXYZ. Su show, "Music in the Morgan Manner", se convirtió en uno de los programas radiofónicos más famosos. En un momento dado, durante su etapa en la radio, dirigió nueve programas comerciales. En esa etapa, hizo arreglos para la Detroit Symphony Orchestra, demostrando su variada y hábil experiencia musical.
En los años treinta Morgan tuvo un accidente de tráfico que casi acabó con su carrera. Tras pasar varios meses hospitalizado empezó a trabajar otra vez en Nueva York como arreglista de grupos como los George White Scandals, The Cotton Club Revue y Capitol Theatre. Cuando no hacía arreglos para obras del circuito de Broadway, Morgan trabajaba como músico en primeras orquestas de Nueva York, tales como las de Phil Spitalny, Eddie Gilligan, Ted Fio Rito y Freddy Martin.
Entró como pianista en la orquesta de Freddy Martin en 1934, aunque trabajó principalmente como trombonista y arreglista de la formación. Mientras estaba con Martin, también fue director musical de Brunswick Records en Nueva York, donde conoció a Shirley Gray, con la que se casó en 1939.

### Años intermedios
En su período con Brunswick, Morgan conoció a Rudy Vallee, que quedó impresionado por la habilidad musical de Morgan, y que insistió para que él formara una banda propia. Además, invitó a Morgan a actuar como invitado en su popular show radiofónico Fleishman Yeast. Vallee fue también crucial para conseguir el primer contrato de Morgan en Nueva York, con su propia orquesta en el Hotel Biltmore. Empezó con un contrato de cuatro semanas, que acabó extendiéndose, permaneciendo en el hotel durante dos años. En los años siguientes fue director musical del Rinso-Lifebuoy Show de la NBC durante 39 semanas, y de la serie de radio de la marca Philip Morris para la NBC y CBS durante dos años.
Entre sus variados logros se cuentan sus largas permanencias en hoteles de fama, salones de baile y teatros de todo el país. Entre los locales para los que tocó figuran el Hotel Biltmore de Los Ángeles, el Hotel Claremont de Berkeley (California), el Hotel Edgewater Beach de Chicago, el salón de baile Aragon and Trianon de Chicago, el Strand (Chicago), el Hotel Statler (Nueva York), el Teatro Orpheum (Los Ángeles), el Teatro Hollywood Palladium, etc.

### Éxitos en las listas
En 1949 cuatro de las canciones grabadas por Morgan llegaron a las listas de éxitos. Fueron "So Tired", "Cruising Down the River", "Sunflower" y "Forever and Ever." En la última utilizaba un cuarteto vocal que se daba a conocer en esa época, y que más adelante se haría famoso con el nombre de The Skylarks.

### Últimos años
En la década de 1950 su orquesta siguió siendo popular tanto por su música de baile como de ambiente, continuando con sus numerosas actuaciones en California y Nueva York y en diversas giras a lo largo de la nación. En esta década facilitaban la mayor parte de la música de baile las veteranas "sweet bands (bandas dulces)", siendo la de Russ Morgan una de ellas. Otros de los veteranos eran Jan Garber, Sammy Kaye, Wayne King, Guy Lombardo, Freddy Martin y Lawrence Welk.
En 1958 la orquesta de 19 músicos de Morgan se había reducido a 11, tocando en ella sus hijos Jack (trombón) y David (guitarra). En 1965 fue contratado para trabajar por un período de ocho semanas en el Hotel Dunes de Las Vegas, Nevada, aunque su permanencia en el local se prolongó hasta el año 1977.
Morgan falleció en 1969 en Las Vegas a causa de una hemorragia cerebral. Tenía 65 años de edad. Fue enterrado en el Cementerio Palm Desert Memorial de Las Vegas.
Su hijo Jack le sustituyó al frente de la orquesta. A Morgan se le concedió una estrella en el Paseo de la Fama de Hollywood por su trabajo discográfico en el 1751 de Vine Street.